# ペチェールシク区
ペチェールシク区、ペチェルシク区（ペチェールシクく、ウクライナ語: Печерський район、英語: Pecherskyi District）は、ウクライナの首都キーウの中心部、ドニエプル川右岸に位置し、面積と人口の点でキーウ市内最小の区である。
ペチェールシク区は1051年創立のキーウ洞窟修道院から発展した歴史地区で、産業、科学、教育、文化機関に加えて、ウクライナ大統領府、ウクライナ最高議会、ウクライナ閣僚府、ウクライナ国立銀行、ウクライナ検察庁、スポーツ宮殿、多くのウクライナの銀行や企業の本社がある。

## 名勝
ペチェールシク区内には、次の名勝がある。
- キーウ・ペチェールシク大修道院（11-18世紀）
- ヴィードゥビチ修道院
- カポニール要塞
- クロフ宮殿（ウクライナ語版）（最高裁判所ビル）
- マリア宮殿
- ウクライナ政府ビル（ウクライナ語版）
- ウクライナ国立銀行の建物
- 怪物屋敷
- ウクライナ最高会議ビル
- ウクライナ国立文化・芸術博物館